# درخت گلبانگ هند
درخت گلبانگ هند (نام علمی: Dracaena reflexa) نام یک گونه از تیره مارچوبگان است.